# Stały wodór
Stały wodór – pierwiastkowy wodór w stałym stanie skupienia.
Stały wodór powstaje z ciekłego wodoru poniżej jego temperatury krzepnięcia, czyli 14,01 K (−259,14 °C). Po raz pierwszy został otrzymany w 1899 roku przez Jamesa Dewara.
Objętość molowa stałego wodoru wynosi 22,7 cm³/mol, co odpowiada gęstości 0,088 g/cm3. Dla izotopów wodoru, deuteru i trytu, gęstości wynoszą odpowiednio 0,20 i 0,31 g/cm3.